# Szatmárnémeti színházigazgatók listája

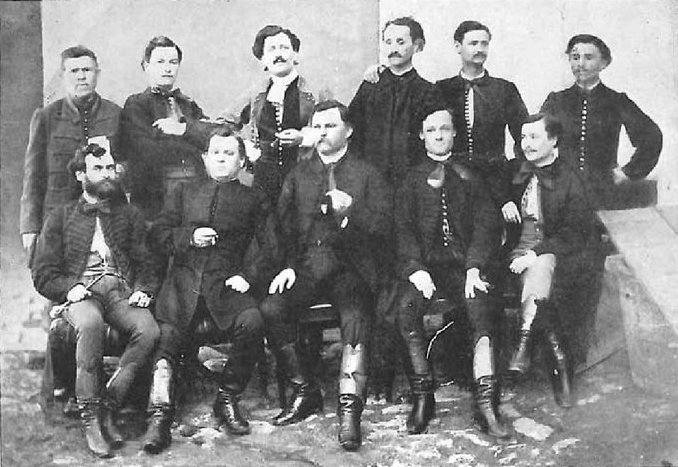
A szatmári társulat 1865-ben, Kocsisovszky Jusztin (középen) igazgatása idején.

A Szatmárnémetiben tevékenykedő színházigazgatók:

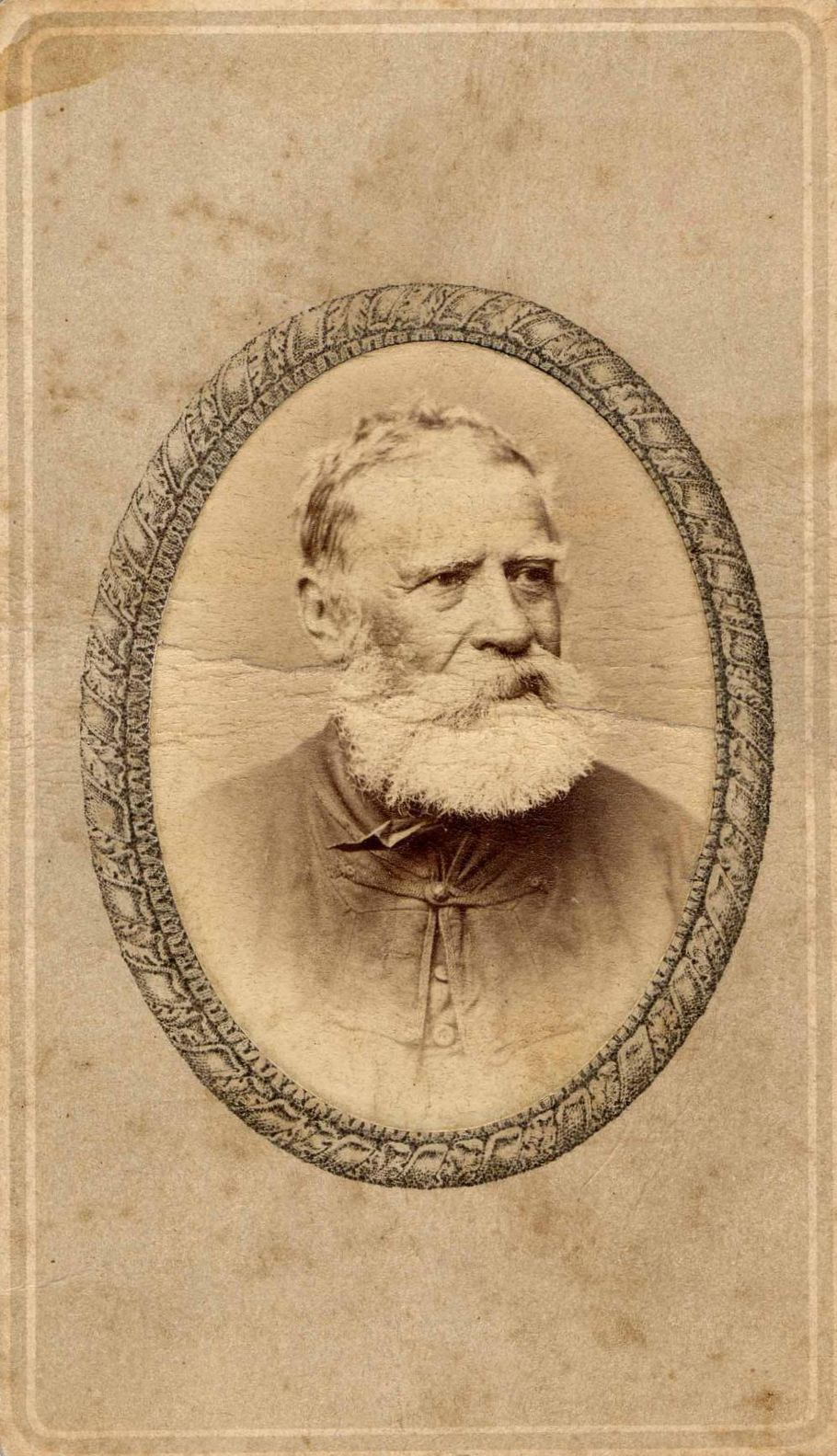
Telepi György Szatmáron tanult és írnokoskodott.

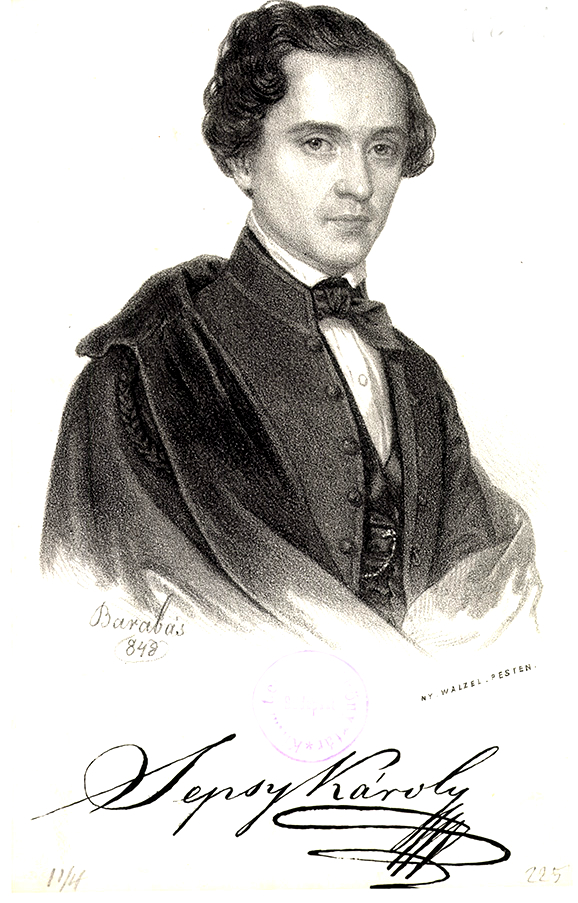
Sepsy Károly szatmári születésű színész 1847-ben látogat haza vándortársulatával

## Bérelt helyiségekben fellépő vendég- és vándortársulatok igazgatói (1790–1848)
- Móricz János (1790) – a Szatmárnémetiben fellépő első dokumentált vándortársulat direktora
- Gulácsy Antal (1813), Debrecen
- dr. Sándorfy (1814), Debrecen-Nagyvárad
- Balogh István (1815-1816), Republica (az első Szatmáron alakult társulat)
- Pergő Celesztin – Székely József (1817), Erdélyi Kolozsvári Nemes Magyar Jádzó Társaság – a Jeney-csűrben
- Pergő Celesztin (1818, 1820), Erdélyi Kolozsvári Nemes Magyar Jádzó Társaság
- Székely József (1819), Erdélyi Kolozsvári Nemes Magyar Jádzó Társaság – a Zöldfa vendéglőben
- Nagy Károly (1823), Magyar Jádzó Társaság
- Balla Károly (1824), vándortársulat
- Megyeri Károly (1824), vándortársulat
- Bányai József (1825), Nemzeti Szín Játszó Társaság
- Keszy József (1833), vándortársulat
- Fejér Károly (1834), vándortársulat
- Hubay Emánuel (1836), vándortársulat[1]
- Göde István (1836-1837), vándortársulat
- Abday Sándor (1839), vándortársulat
- Horváth György – Szaklányi Dániel (1839), vándortársulat
- Demjén (Deményi) Mihály (1839-1840), vándortársulat
- Tóth István (1841), vándortársulat – a Kotrókertben
- Abday Sándor (1842), vándortársulat
- Kőrösy Ferenc (1843), vándortársulat
- Latabár Endre (1844-1845), vándortársulat
- Telepi György (1845), alkalmi társulat
- Sepsy Károly (1847), vándortársulat – a Csizmadiaszínben

## Az első kőszínház (Városi Színház) igazgatói (1848–1888)
- Tóth István – Döme Lajos (1848)
- Hevesi Imre (1850)
- Cs. Tengenics Pál (1852)
- Pázmán Mihály (1852)

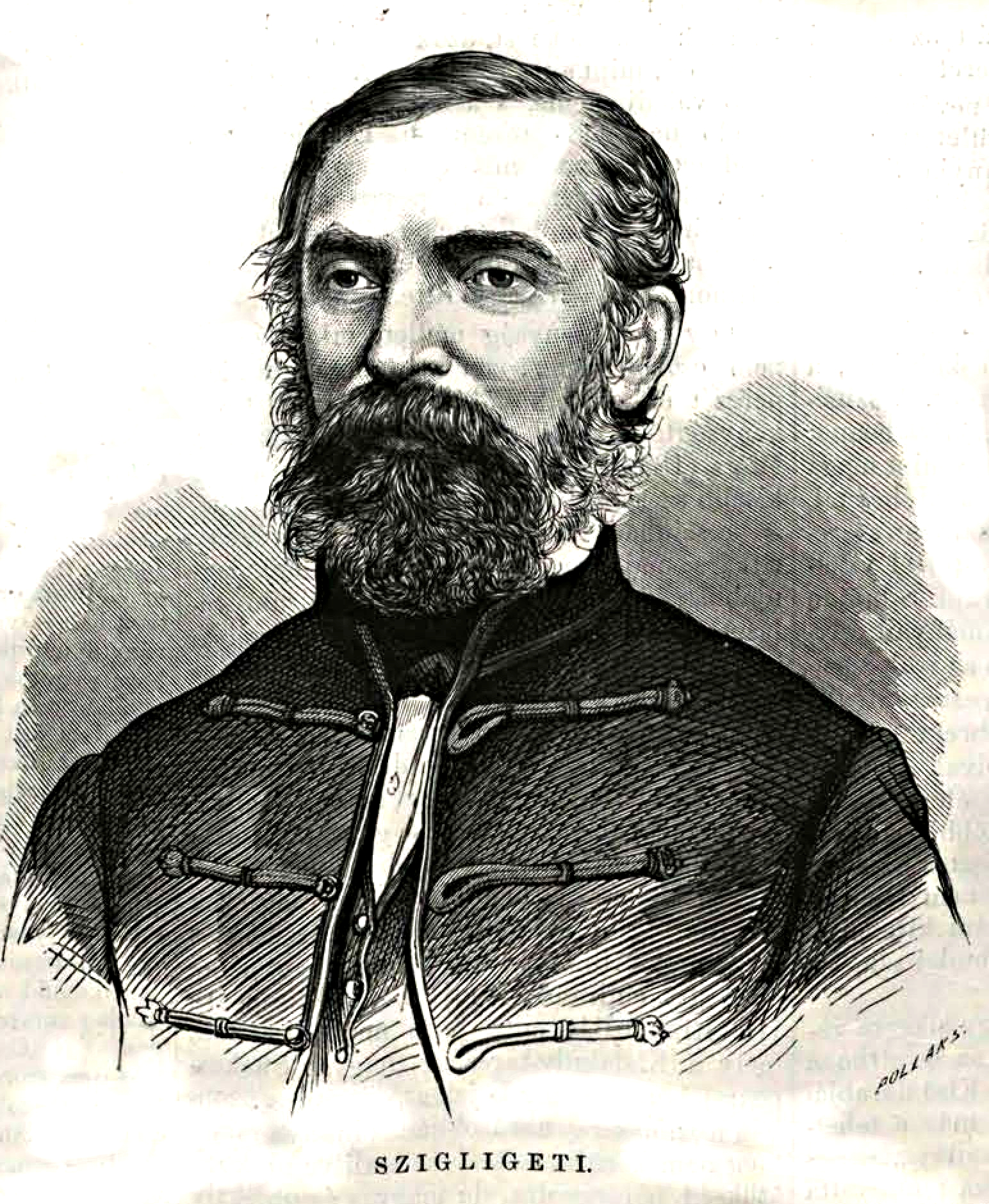
Szigligeti Ede 1865-ben igazgatott Szatmáron

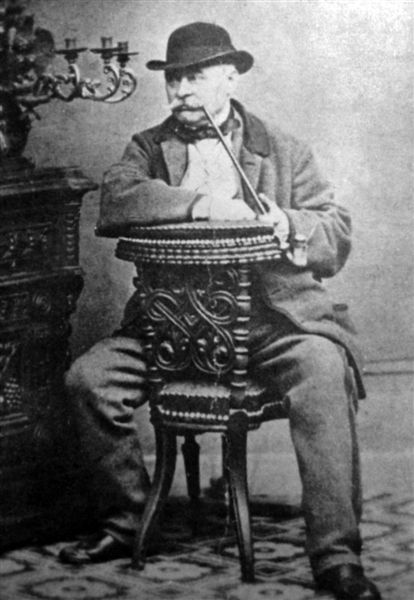
Latabár Endre, a Latabár-színészdinasztia atyja

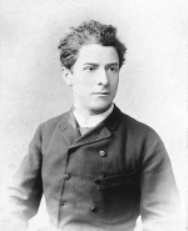
Krecsányi Ignác, margittai születésű színész, színigazgató az 1874-1875-ös évadban igazgatott Szatmáron

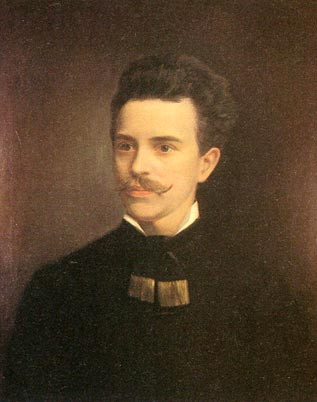
Rakodczay Pál színháztörténész, színházi szakíró, a régi kőszínház utolsó igazgatója

- Laczkóczi Ferdinánd (1854-1855) – a nagyváradi nemzeti színészet igazgatója 32 személyből álló társulatával
- Fejér Károly (1855) – debreceni színigazgató
- Csabai Pál (1857)
- Hetényi József – Molnár György (1857–1868) – győri színigazgatók
- Reszler Ferenc (1862)
- Kocsisovszky Jusztin (1863–1865) – miskolci színigazgató
- Szigligeti Ede (1865) – a budapesti Nemzeti Színház rendezője
- Kétzeri József (1865–1866)
- Latabár Endre (1866) – kassai színigazgató
- Szilágyi Béla (1866) – miskolci színigazgató
- Reszler István (1866)
- Láng Boldizsár (1867–1868)
- Károlyi Lajos (1868) – pécsvárosi színigazgató
- Dömölki Fejér Károly (1869)
- Jakab Lajos (1869)
- Hubay Gusztáv (1870)[2]
- Miklóssy Gyula (1870)
- Várnai Galambos Fábián (1870–1871)
- Miklóssy Gyula (1870–1871)
- Klein Sámuel (1871–1872)
- Hubay Gusztáv (1872–1873)
- Sztupa Andor (1872–1873)
- Némethy György (1873)
- Eötvös Borcsa (1873)
- Némethy György (1873–1874)
- Jakabfi Gábor (1874) – budapesti daltársulatával
- Krecsányi Ignác (1874–1875)
- Szegedi Mihály (1875–1876)
- Gerőfy Andor (1876–1877)
- Demidor Imre (1877–1878)
- Kuthy Krimszky Béla (1878–1880)
- Bényei István (1880–1882)
- Károlyi Lajos (1882–1883)
- Gerőfy Andor (1884–1885)
- Szathmáry Károly (1885–1886)
- Dancz Lajos (1886–1887)
- Rakodczay Pál (1887–1888)

## Sétatéri Nyári Színkör (1888–1892)
- Halmay Imre (1888-1889), Miskolc
- Gerőfy Andor (1890), magántársulat
- Jeszenszky Dezső (1890) – magántársulat
- Halmay Imre (1891), Miskolc
- Csóka Sándor (1891), Szabadka
- Mezey János (1892), Debreceni Orfeum Társulat

## A második köszínház (1892–től napjainkig)

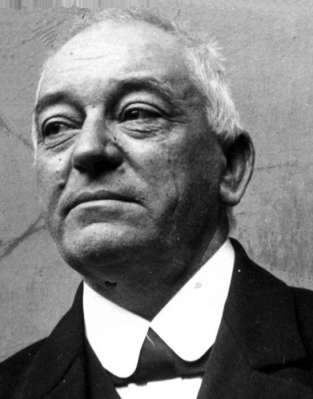
Krémer Sándor

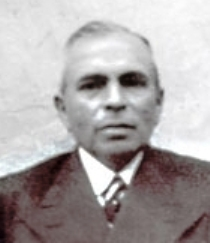
Szabadkay József

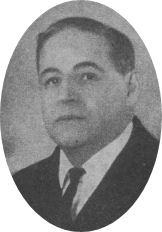
Szendrey Mihály

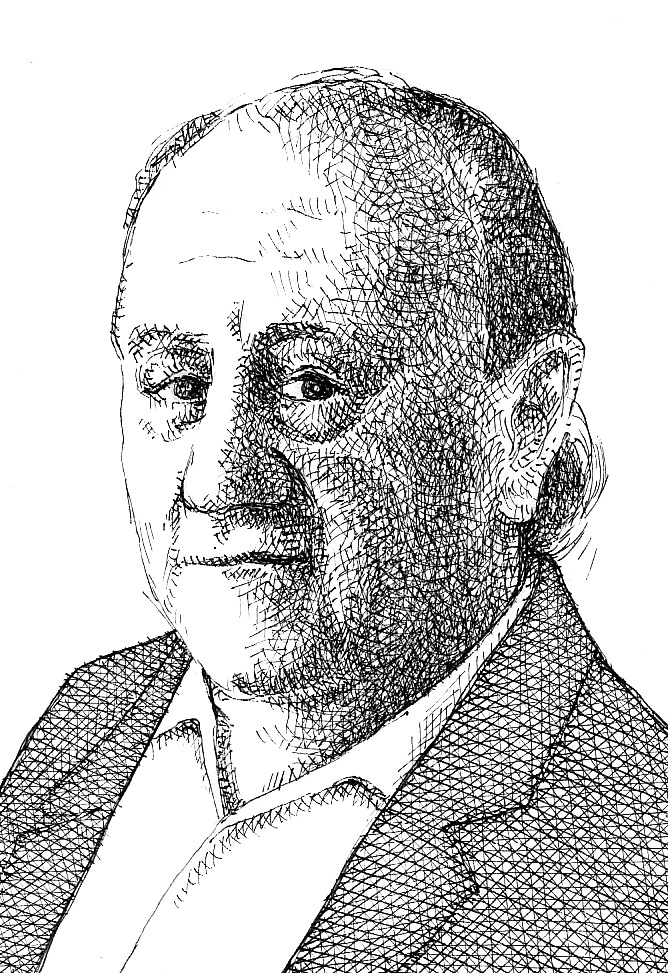
Harag György

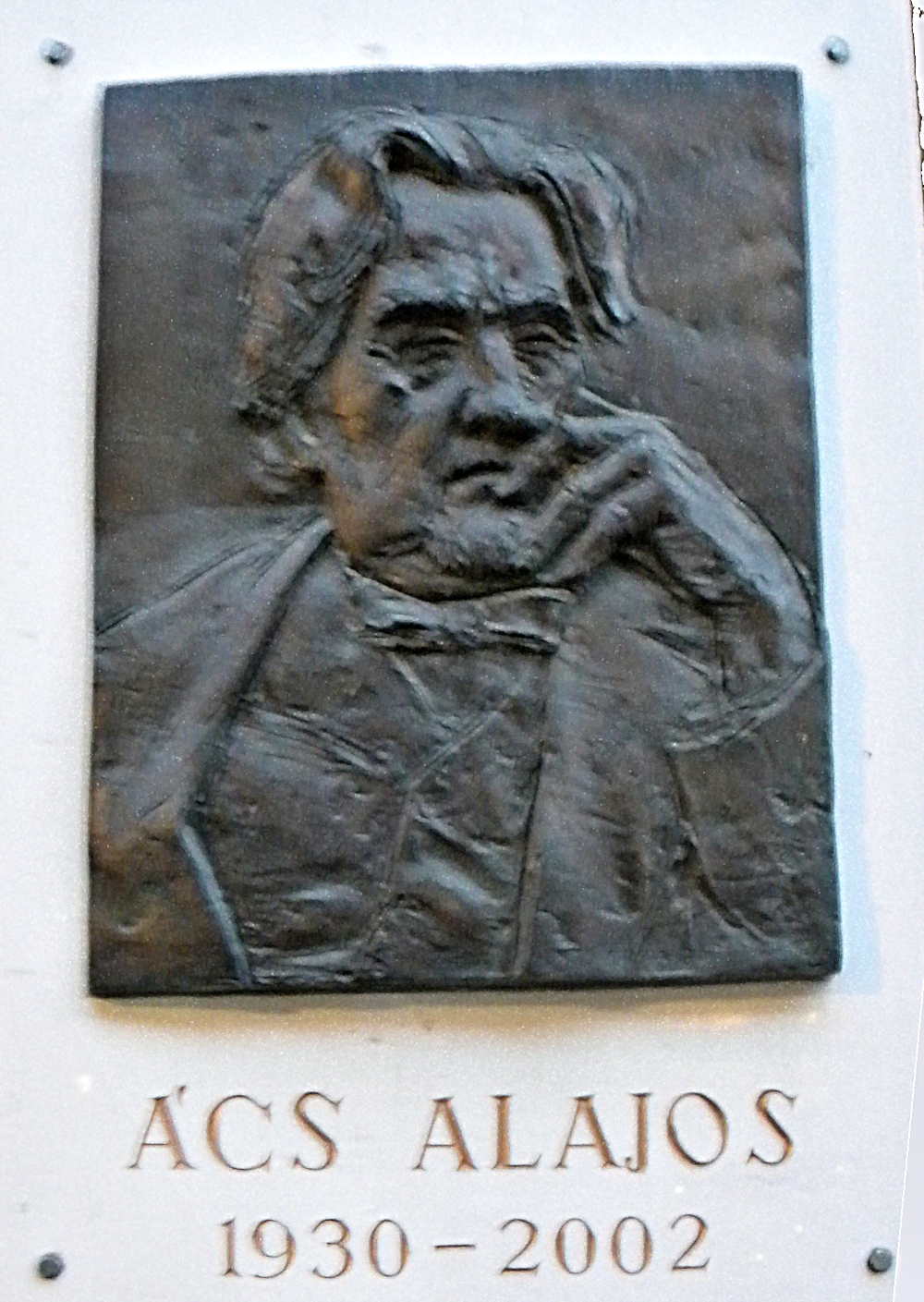
Ács Alajos

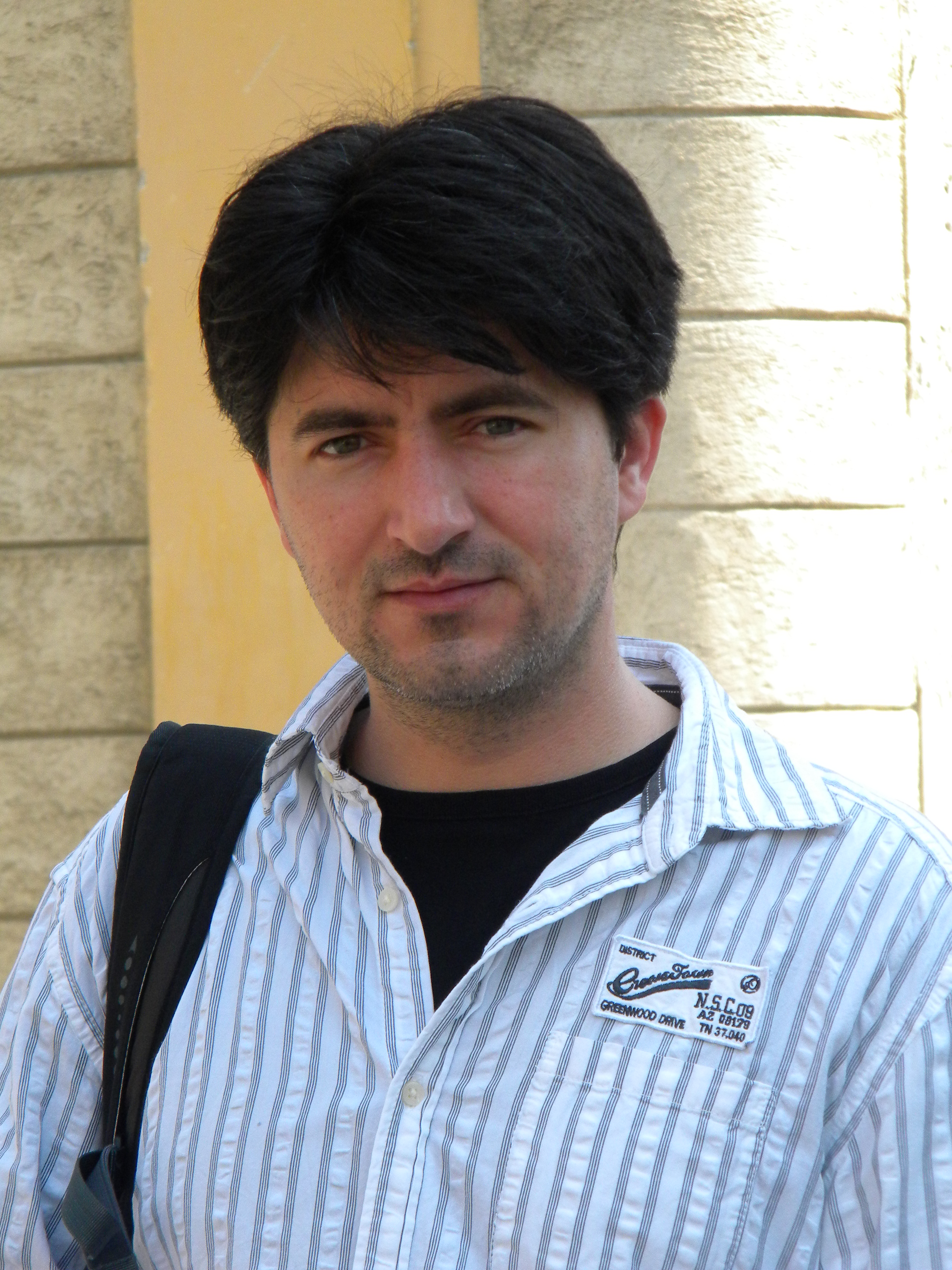
Keresztes Attila

### Városi Színház (1892–1925)
- Kömley Gyula (1892–1894)
- Makó Lajos (1894–1895)
- Pesti Ihász Lajos (1895–1897)
- Halmay Imre (1897–1898)
- Kúnhegyi Miklós (1898–1899)
- Rakodczay Pál (1899–1900)
- Szalkay Lajos (1900–1901)
- Csóka Sándor (1901)
- Szilágyi Dezső (1901–1902)
- Krémer Sándor (1902–1908)
- Heves Béla (1908–1915)
- Kovács Imre (1918–1919)
- Szabadkay József (1919–1923)
- Gróf László (1923–1924)
- Kovács Imre (1924–1925)

### Nottara Színház (1925–1940)
- Szendrey Mihály (1925–1926)
- Ferenczy Gyula (1928–1929)
- Róna Dezső (1929–1930)
- Hevessy Miklós (1930–1932)
- Szabadkay József (1932–1938)
- Mihályi Károly (1938–1940)

### Kölcsey Színház (1941–1944)
- Inke Rezső (1940–1942)
- Jakabffy Dezső (1942-1944)

### Városi Színház (1944–1945)
- Jakabffy Dezső (1944–1945)

### Népszínház (1945–1948)
- Hegedűs Miklós – Magyari Péter (1945–1946)
- Jakabffy Dezső (1946-1948)

### Szatmári Állami Magyar Színház (1956–1968)
- Harag György (1956–1960)
- Csíky András (1960–1969)

### Szatmárnémeti Északi Színház (1969–től)
- Ács Alajos (1969-1979)
- Gergely János (1979-1984)
- Baumgartner Tibor (1984-1986)
- Ioan Cristian (1986-1989)
- Stier Péter (2010-2012)
- Andrei Mihalache (2012-2013)
- Sorin Oros (2013-2014)
- Vasile Țăran (2014-2017)
- Stier Péter (2017)
- Nagy Orbán (2017 – )

#### A magyar tagozat (1993 óta Harag György Társulat) igazgatói
- Ács Alajos (1969-1979)
- Boér Ferenc (1979-1981)
- Parászka Miklós (1987-2000)
- Lőrincz Ágnes (2000-2006)
- Czintos József (2006-2009)
- Keresztes Attila (2009-2012)
- Bessenyei István (2012-2014)
- Bessenyei Gedő István (2014 – )

#### A román tagozat igazgatói
- Mihai Raicu (1968-1980)
- Viorica Suciu (1980-1982)
- Carol Erdös (1982-1984)
- Ion Tifor (1984-1986)
- Cristian Ioan (1987-2000)
- Andrei Mihalache (2000-2014)
- Adriana Vaida (2014)
- Andrei Mihalache (2014-2017)
- Ovidiu Caița (2017–)

#### Egyéb igazgatók
- Carol Erdös (1996-2000) – aligazgató
- Stier Péter (2009-2010, 2012-2017, 2017–) – adminisztratív igazgató

### Más vezetők

#### A Constantin Nottara román színház vezetői (1947–1948)
- Victor Popescu tartalékos ezredes volt az elnöke a Constantin Nottara Kulturális Egyesületnek, amelynek védnöksége alatt alakult meg Szatmárnémeti első román színháza, a mindössze egy évig (1947 és 1948 között) működő Constantin Nottara Színház, bukaresti színészekkel. Az új intézménynek – mely nem jogutódja az épületben 1925 és 1940 között azonos néven működő, de magyar nyelven játszó Nottara Színháznaknak – nem voltak saját igazgatói.

#### A Brighella Bábtagozat vezetői
- Szilágyi Regina (2003-2013)
- Bandura Emese (2013-tól)